# Solsan (Fluss)
Der Solsan (russisch Солзан) ist ein 34 km langer Zufluss des Baikalsees in der russischen Oblast Irkutsk in Sibirien.

## Verlauf
Der Solsan entspringt im Chamar-Daban-Gebirge 32 km südsüdöstlich von Sljudjanka auf einer Höhe von etwa 1500 m. Der Solsan durchfließt das Gebirge, anfangs etwa 12 km in annähernd östlicher Richtung, anschließend weitere 12 km in ostnordöstlicher Richtung. Der Solsan wendet sich auf den letzten 10 Kilometern anfangs in Richtung Nordnordost und schließlich nach Norden. Etwa 2,5 km oberhalb der Mündung kreuzen die Fernstraße R258 Irkutsk – Tschita und die Transsibirische Eisenbahn den Flusslauf. Der Solsan mündet schließlich am östlichen Stadtrand von Baikalsk in das Südufer des Baikalsees. 4,5 km weiter östlich liegt die Ortschaft Solsan. Der Solsan entwässert ein 154 km² großes Areal.